# Liste der Monuments historiques in Arraincourt
Die Liste der Monuments historiques in Arraincourt führt die Monuments historiques in der französischen Gemeinde Arraincourt auf.

## Liste der Bauwerke
| Bezeichnung      | Beschreibung                                                                                                | Standort               | Kennzeichnung | Schutzstatus | Datum | Bild           |
| ---------------- | --- | ---------------------- | ------------- | ------------ | ----- | -------------- |
| Kirche St-Pierre | Glockenturm, 12. Jahrhundert, Kirchenbefestigung, 15. Jahrhundert, Reste der Kirche aus dem 18. Jahrhundert | Rue de l’Église (Lage) | PA00107058    | Inscrit      | 1991  | weitere Bilder |